# 平田盛胤
平田 盛胤（ひらた もりたね、文久3年8月14日（1863年9月26日） - 1945年（昭和20年）2月28日）は、日本の神職、国学者、神田神社社司。美濃国（後の岐阜県南部）出身、東京帝国大学（後の東京大学）文学部古典講習科卒業。首府神社界の1人とされる。

## 経歴
父は美濃郡代（美濃国代官）を勤めた旗本戸沢盛恭で、旧名を戸沢盛定と称した。美濃国羽栗郡笠松町生まれ。1886年（明治19年）頃に平田銕胤の長男平田延胤の養子となり、盛胤と改名した。
岐阜県師範学校（後の岐阜大学）卒業後、1880年（明治13年）に上京。1882年（明治15年）9月に創設された帝国大学古典講習科（乙部・国語課）に入学。第一期の同期生に松本愛重、小中村（池辺）義象、萩野由之、関根正直、落合直文らがいる。同科を1886年（明治19年）7月に卒業後、1894年（明治27年）5月9日に東京の神田神社の社司を拝命した。帝大在学中あるいはそれ以前の著作として『文稿』があり、これは「戸沢盛定」名で著されている。
1898年（明治31年）に東京府神職管理所の所長に就任。この頃、神祇官興復運動に関わる、1899年（明治32年）に東京府皇典講究分所の所長、1903年（明治36年）に全国神職会の顧問を歴任した。1904年（明治37年）5月に開催された大日本宗教家大会では冒頭に演説し、宗教の別なく懇親する必要を説いた(宗教家懇談会も参照)。1917年（大正6年）には神田神社の社司として奏任官待遇を受け、1933年（昭和8年）から1936年（昭和11年）までの3年間、東京府神職会の会長を務めた。
その間、1913年（大正2年）の江戸幕府最後の将軍となった徳川慶喜の死去に際しては、本人の希望により、父徳川斉昭同様神葬が執り行われ、盛胤が祭主を勤めた。これをはじめ数々の祭祀や葬儀を執り行い、特に1922年（大正11年）2月には副斎主として山県有朋の国葬を執り行い、同年6月には力士常陸山の通夜にも関わっている。神田神社では関東大震災後の復興に尽力したのち、1928年（昭和3年）に平将門の首塚が復元された際には、社司として慰霊祭を執り行っている。将門の没後千年にあたる1940年（昭和15年）にも将門千年祭を執り行った。1942年（昭和17年）の真珠湾戦没英霊の国葬では、斎主として奉仕した。
神職の他に、岐阜県師範学校卒業後に訓導、敬恪小学校校長、上京後に東京府北豊島郡豊川小学校校長や湯島小学校訓導、帝国大学卒業後に（官立）東京高等女学校教諭（1887年（明治20年）10月から1889年（明治23年）まで）、東京府尋常師範学校教授、帝国大学農科大学嘱託講師、京華中学校講師、浄土宗大学林等の講師などを歴任した。平田鐵胤の門人である歌人・国学者の林甕臣が1891年（明治24年）に神田に設立した国文国語専門学校では、林と共に国文国語和歌や速記術を教授した。1889年（明治22年）に杉浦鋼太郎が開設した国語伝習所には、1891年（明治24年）8月から講師を勤め、おなじく杉浦が創立した神田三崎町の大成中学校には、1897年（明治30年）4月から1937年（昭和12年）3月まで実に40年間教員として勤めた。盛胤に国学を学んだ教え子の1人に、国学者・神職の宮地厳夫がいる。
関東大震災後に再建された神田司町の町名の命名者でもあり、「司」の名には「者の頭領なれば未来永劫栄ゆること疑いなし」の意味が込められている。
戦争中の1944年（昭和19年）12月に娘の嫁ぎ先である諏訪富多をたよって秋田県大湯町へ疎開し、疎開先で死亡。1946年（昭和21年）2月27日、叙従六位。

## 人物評
1925年（大正14年）の新聞記事で「神道の才子 平田盛胤」と題し、「風采ははなはだ立派で押し出しがよい」「国学に篤く、漢文口調の文章もお得意で、祭文は臨機応変のものをよみ、なるほどとうなづかしめるところは手なれたもので、この点は他に見ない巧妙さをもっている」「才子肌の切れ者」「神道界の一人格者」と評されている。
小金井喜美子は、東京高等女学校在学中の国語教師だったことを回想して、「お家におりおり発作をお起しになる御病気のお母様があったそうで、時間中にお迎いが来ることなどがありましたが、やがてお出いでにならなくなりました。」と書いている。
小石川区第六天町の自宅は徳川家の近くで、週に1回ぐらいは和歌を教えに行かれたという。
大成中学校では、卒業生たちの誰もが教員の筆頭として挙げる存在であった。威風堂々とした美男子で、常に和服で通し、学生たちから「あそん（朝臣）」の仇名で呼ばれた。生徒のひとりで後年校長となる岩下富蔵によると、盛胤は祝詞（のりと）の第一人者であり、その名文はこの後書ける人はあるまいと言われるほどで、また読むことも上手で、堂々たる体格による発声がすみずみまで響き渡ったという。祝詞をあげる朝は、生卵三つと黒豆のしるを飲んで、声に力を入れたという。